# Zoyatepec, Puebla
Zoyatepec är en ort i Mexiko.   Den ligger i kommunen Tecali de Herrera och delstaten Puebla, i den sydöstra delen av landet, 140 km sydost om huvudstaden Mexico City. Zoyatepec ligger 2 027 meter över havet och antalet invånare är 182.
Terrängen runt Zoyatepec är kuperad söderut, men norrut är den platt. Runt Zoyatepec är det ganska glesbefolkat, med 47 invånare per kvadratkilometer. Närmaste större samhälle är Tepeaca, 15,8 km nordost om Zoyatepec. I omgivningarna runt Zoyatepec växer huvudsakligen savannskog.